# 7 Pułk Piechoty Liniowej (Francja)
7 Pułk Piechoty Liniowej (fr. 7e régiment d’infanterie de ligne) – pułk piechoty francuskiej, sformowany w 1569 w okresie Ancien Régime, rozformowany w 1977.

## Opis
Regiment ten utworzono w 1569 z czterech kompanii Straży Królewskiej. Od 1585, do Rewolucji (1791) zwany był Pułkiem Szampanii (Régiment de Champagne). Był to jeden z najlepszych regimentów w armii.
W 1789 walczył o wyspę Martynika, po czym został skierowany do pomocy amerykańskim rewolucjonistom. Żołnierze pułku uczestniczyli w bitwie pod Savannah, po czym powrócili do Bordeaux w roku 1783. Jego dowódcą został w 1792 roku Jean Anne de la Barthe de Giscard.